# Kieran Richardson
Kieran Edward Richardson, mais conhecido como Richardson (Greenwich, 21 de outubro de 1984) é um ex-futebolista inglês que atuava como meia.